# 229 a. C.
El año 229 a. C. fue un año del calendario romano prejuliano. En el Imperio romano se conocía como el año 525 ab urbe condita.

## Acontecimientos

### China
- El estado de Qin conquista el estado de Zhao.

### Grecia
- El rey de Macedonia, Demetrio II, muere. Su sobrino, Antígono III asciende al trono como regente por su medio primo, el futuro rey Filipo V, quien solo tiene diez años.
- Preocupado por la expansión de Roma, Antígono III sigue una política de amistad con los ilirios, incluso aunque los griegos en la región apoyan a Roma en sofocar a los piratas ilirios.
- Arato de Sición trae Argos a la Liga aquea y luego ayuda a liberar Atenas. Esta trae a Arato al conflicto con Esparta.

### Península ibérica
- Diodoro Sículo menciona a un rey de los orisos desde esta fecha hasta 225 a. C.[1]

### República romana
- Consulados de Lucio Postumio Albino, cos. II, y Cneo Fulvio Centumalo en la Antigua Roma.[2]
- La primera guerra iliria comienza cuando el Senado romano envía un ejército bajo el mando de los cónsules a Iliria. Roma fuerza la retirada de las guarniciones ilirias en las ciudades griegas de Epidamno, Apolonia, Corcira y Faros y establece un protectorado sobre estas ciudades griegas.
- La tribu iliria de los ardieos es sometida por los romanos.
- La implicación de Roma en Iliria lleva al establecimiento de relaciones amistosas entre Roma y los enemigos de Macedonia: la Liga etolia y la Liga aquea, que aprueban la supresión de la piratería iliria.

## Fallecimientos
- Demetrio II, llamado el Etólico, rey de Macedonia.
- Cielas, rey de Bitinia. Le sucedió en el trono su hijo Prusias I.